# Aboubacar Ali Abdallah
Aboubacar Ali Abdallah (La Réunion, 2 aprile 2006) è un calciatore francese naturalizzato comoriano, attaccante del Francs Borains.

## Carriera

### Club
Dopo aver giocato per varie squadre del dipartimento d'oltremare francese de La Riunione, nel 2022 approda al settore giovanile dello Strasburgo. Due anni più tardi, il 10 marzo 2024, debutta in prima squadra nell'incontro di Ligue 1 perso 1-0 contro il Monaco.

### Nazionale
Ha giocato nelle nazionali giovanili francesi Under-16 ed Under-19.

## Statistiche

### Presenze e reti nei club
Statistiche aggiornate al 13 aprile 2024.
| Stagione        | Squadra         | Campionato      | Campionato | Campionato | Coppe nazionali | Coppe nazionali | Coppe nazionali | Coppe continentali | Coppe continentali | Coppe continentali | Altre coppe | Altre coppe | Altre coppe | Totale | Totale | Totale |
| Stagione        | Squadra         | Comp            | Pres       | Reti       | Comp            | Pres            | Reti            | Comp               | Pres               | Reti               | Comp        | Pres        | Reti        | Pres   | Reti   |        |
| --------------- | --------------- | --------------- | ---------- | ---------- | --------------- | --------------- | --------------- | ------------------ | ------------------ | ------------------ | ----------- | ----------- | ----------- | ------ | ------ | ------ |
| 2023-2024       | Strasburgo 2    | N3              | 11         | 2          |                 | -               | -               |                    | -                  | -                  |             | -           | -           | 11     | 2      |        |
| 2023-2024       | Strasburgo      | L1              | 4          | 0          | CF              | 0               | 0               |                    | -                  | -                  |             | -           | -           | 4      | 0      |        |
| Totale carriera | Totale carriera | Totale carriera | 15         | 2          |                 | 0               | 0               |                    | -                  | -                  |             | -           | -           | 15     | 2      |        |